# Charles Millot
Charles Millot, rođen kao Veljko Milojević (Novi Pavljani kraj Bjelovara, 23. prosinca 1921. - 6. listopada 2003.) - francuski glumac srpskog porijekla. Tijekom više od 35 godina karijere, glumio je u velikom broju francuskih, američkih i jugoslavenskih filmova, od kojih su zapaženi: „Vlak” (1964.), „Waterloo” (1970.), „U gori raste zelen bor” (1971.), „Francuska veza 2” (1975.), „Tajna Nikole Tesle” (1980.) i „Nepodnošljiva lakoća postojanja” (1988.).
Rođen je u Novim Pavljanima kod Bjelovara, 23. prosinca 1921. godine. Bio je sin pravoslavnog svećenika. Osnovnu i srednju školu završio je u Bjelovaru. Sudjelovao je u Drugom svjetskom ratu kao partizan. 
Studirao je glumu u Beogradu i glumio u kazalištu u Novom Sadu. Dobio je stipendiju pa je u studentskoj razmjeni studirao u Parizu, gdje je ostao i kada mu je prestala stipendija. Završio je konzervatorij glume u Parizu u klasi poznatoga francuskoga glumca i redatelja Louisa Jouveta. Postao je član kultnoga teatra “Comedie – Francaise”, kao jedan od prvih stranaca. Promijenio je ime iz Veljko Milojević u Charles Millot, kako bi imao više uspjeha u karijeri.
Toliko je usavršio francuski jezik, da je čak četiri puta čitao proglas francuskog predsjednika na nacionalnoj televiziji, a u “Comedie Francaise” ostao je čak devet godina.
Skoro cijelu svoju glumačku karijeru proveo je u Francuskoj, gdje je početkom 1950-ih debitirao u kazalištu, a zatim je imao ulogu u filmu „O.S.S. 117 nije mrtav” (1957.) i od tada će nanizati brojne uglavnom sporedne uloge, od kojih su neke bile izvanredne. Tako igra liječnika u filmu „Arsène Lupin protiv Arsènea Lupina” (1962.) Bio je posve nepoznat u bivšoj Jugoslaviji do male uloge u "Bitki na Neretvi", nakon čega se pojavio u većem broju filmova kao što su: „U gori raste zelen bor” (1971.), „Seljačka buna” (1975.), „Čovjek koga treba ubiti” (1979.), „Tajna Nikole Tesle” (1980.), „Ujed anđela” (1984.), „Donator” (1989.) Nakon 1990-ih ponovno je pao u zaborav.
Radio je s mnogim poznatim filmskim redateljima kao što su: Alain Resnais, Jean-Pierre Melville, Costa-Gavras, Vittorio De Sica, Terence Young, Sergej Bondarčuk i Claude Chabrol. Glumio je s mnogim poznatih glumcima kao što su: Burt Lancaster, Gene Hackman, Alain Delon, Brigitte Bardot, Orson Welles, Daniel Day-Lewis, Ava Gardner, Jean Gabin, Audrey Hepburn, Michael Caine, Anthony Quinn i dr.
Uspoređivali su ga po izgledu i glumi s francuskim glumcem Paulom Crauchetom.
Bio je oženjen Amerikankom s kojom je kratko vrijeme živio u dvorcu izvan Pariza.
Umro je 6. listopada 2003. godine, kada je imao 81 godinu, u Parizu. Pokopan je u Zagrebu na vrlo skromnom ispraćaju.

## Vanjske poveznice
- Charles Millot u internetskoj bazi filmova IMDb-u (engl.)